# Anilios minimus
Anilios minimus är en ormart som beskrevs av Kinghorn 1929. Anilios minimus ingår i släktet Anilios och familjen maskormar. Inga underarter finns listade i Catalogue of Life.
Denna orm förekommer i Arnhem Land i nordöstra Northern Territory i Australien samt på ön Groote Eylandt. Arten lever i områden med sandig grund och låg växtlighet. Honor lägger antagligen ägg.
Jordbruk och betesmarker är sällsynt i regionen. IUCN listar arten med som livskraftig (LC).